# Michael Graf von Matuschka
Michael Graf von Matuschka (29 de septiembre de 1888 - 14 de septiembre de 1944) fue un político alemán que tomó parte en el complot del 20 de julio.

## Biografía
Matuschka nació en Schweidnitz, Silesia (actualmente Świdnica, Polonia) y estudió Derecho en las Universidades de Lausana, Múnich, Berlín y en la Universidad de Breslau, donde aprobó su doctorado en 1910. Se unió al Ejército prusiano como voluntario por un año en el 4.º Regimiento Silesio de Húsares. Matuschka trabajó como servidor civil júnior en la administración del gobierno provincial de Westfalia hasta 1914. En la I Guerra Mundial fue herido en el frente oriental en 1915 y cayó prisionero de guerra de los rusos. En 1918 logró escapar y retornó a Alemania.
Tras el fin de la I Guerra Mundial trabajó en varios puestos administrativos y se convirtió en comisario de condado (Landrat) de Oppeln en mayo de 1923. Fue elegido por el Partido de Centro como miembro del Parlamento prusiano (Landtag) en 1932 pero fue obligado a dimitir en 1933 como miembro del Landtag y del Landrat de Oppeln. Matuschka trabajó en el Ministerio del Interior prusiano en Berlín y en la administración de la Provincia de Silesia, donde conoció a Fritz-Dietlof von der Schulenburg.
En 1942 Matuschka se convirtió en consejero de administración económica en el anexionado Regierungsbezirk Kattowitz. Se suponía que se convertiría en jefe de la administración de Silesia por los conspiradores del 20 de julio de 1944 y fue arrestado por la Gestapo después del fracaso del complot. Matuschka fue sentenciado a muerte por el Volksgerichtshof el 14 de septiembre de 1944 y ejecutado el mismo día en la prisión de Plötzensee junto a Heinrich Graf zu Dohna-Schlobitten, Hermann Josef Wehrle y Nikolaus von Üxküll-Gyllenband.
Matuschka estaba casado con Pia née Gräfin von Stillfried und Rattonitz, con quien tenía tres hijos varones y una hija.